# Quận Blaine, Nebraska
Quận Blaine là một quận thuộc tiểu bang Nebraska, Hoa Kỳ.
Quận này được đặt tên theo. Theo điều tra dân số của Cục điều tra dân số Hoa Kỳ năm 2000, quận có dân số 583 người. Quận lỵ đóng ở Brewster.6

## Địa lý
Theo Cục điều tra dân số Hoa Kỳ, quận có diện tích 714 dặm vuông Anh (1.849,3 km2), trong đó có 4 dặm vuông Anh (10,4 km2)  là diện tích mặt nước.

### Quận giáp ranh
- Quận Loup, Nebraska - (đông)
- Quận Custer, Nebraska - (nam)
- Quận Logan, Nebraska - (tây nam)
- Quận Thomas, Nebraska – (tây)
- Quận Cherry, Nebraska - (tây bắc)
- Quận Brown, Nebraska - (bắc)